# خانه خواصی
خانه خواصی مربوط به دوره پهلوی اول است و در شهرستان بیرجند، بخش مرکزی، شهر بیرجند، منتظری ۱۷، پلاک ۱۰ واقع شده و این اثر در تاریخ ۶ اسفند ۱۳۸۵ با شمارهٔ ثبت ۱۷۳۸۸ به‌عنوان یکی از آثار ملی ایران به ثبت رسیده است.